# Jacques Ernst Sonderegger
Jacques Ernst Sonderegger (geboren 24. Dezember 1882 in Thusis; gestorben 17. Februar 1956 Bern) war ein Schweizer Maler und Grafiker.

## Leben und Werk
Sonderegger studierte Rechtswissenschaften. Er war mit Alfred Kubin und Paul Klee, den er auf James Ensor und Vincent van Gogh aufmerksam machte, befreundet. Sonderegger schuf ein von Jugendstileinflüssen geprägtes druckgrafisches Werk. Im Juni 1909 reiste er mit Hans Brühlmann nach Paris, wo die beiden im Erdgeschoss des Hôtel de Blois an der Rue Vavin 49 ein geräumiges Zimmer mit kleiner Küche bezogen. Während des Aufenthalts in Paris besuchten sie u. a. die Privatsammlungen von Auguste Pellerin, Ambroise Vollard, Paul Durand-Ruel und Wilhelm Uhde.
Herwarth Walden stellte 1913 das Aquarell Der Ausfall aus dem Kiosk aus dem Besitz von Klee auf dem Ersten Deutschen Herbstsalon aus. Sondereggers Werk wurde und wird wenig beachtet. Eine erste Retrospektive fand 1974 in Bern statt. Im Bestand des Kubin-Hauses in Zwickledt wird eine größere Anzahl von Grafiken vom Oberösterreichischen Landesmuseum kuratiert (ca. 130 Objekte). Sondereggers Wohnorte waren Balgach und Pratval.